# Мільйонна частка
Мільйо́нна ча́стка — одиниця вимірювання концентрації та інших відносних величин, аналогічна за змістом відсотку або проміле, та являє собою одну мільйонну частку. Позначення в українській мові — млн−1 або ч/млн. Міжнародне позначення — ppm (англ. parts per million, читається «пі-пі-ем», «частин на мільйон») або мд.

## Перерахунок
- 1 млн−1 = 0,001 ‰ = 0,0001 % = 0,000001 = 10−6
- 1 % = 10 000 млн−1
- 1 ‰ = 1000 млн−1
- 1 базисний пункт (bp) = 10−4 = 100 млн−1 = 1 десятитисячна частка = 0,01 % = 1 ‱
- 1 стотисячна частка (pcm) =10−5 =10 млн−1 = = 0,001 %
- 1 млрд−1 (ppb) = 10−9 = 1 мільярдна частка

## Масові концентрації
Для масових концентрацій 1 млн−1 = 1 г/т = 1 мг/кг.
Наприклад, якщо вказано, що масова частка речовини в суміші становить 15 млн−1, це означає, що на кожен кілограм суміші припадає 15 мг цієї речовини.

## Концентрації об'єму
Якщо ж мова йде про об'ємні концентрації (об'ємні частки, частки за об'ємом), то 1 млн−1 — це кубічний сантиметр (він же мілілітр) на кубічний метр (см3/м3). Так, наприклад для газів об'ємна концентрація вуглекислого газу в атмосфері Землі становить близько 400 млн−1, і це значить, що в кожному кубометрі повітря 400 мл займає вуглекислий газ.

## Точність приладів
У геодезії часто використовують позначення точності приладів для визначення відстані — ppm. У цьому випадку ppm означає міліметр на кілометр.

## Хімічний зсув
У ЯМР-спектроскопії використовують позначення ppm для хімічного зсуву резонансних ліній спектра.

## Контроль якості
Позначення ppm використовується також для виробництва електронних систем управління. Визначені квоти для постачальників електронних модулів різноманітних блоків. Лише незначна частина їх може бути дефектною, тобто в межах значень мільйонних часток. Так, наприклад, для виробництва автомобілів квота дефектів електронних блоків становить 20 ppm, а для побутової електроніки до 1000 млн−1. Такі вимоги спонукають виробників проводити добрий контроль якості продукції.